# 江戸の検屍官
『江戸の検屍官』（えどのけんしかん）は、川田弥一郎による日本の時代推理小説の連作シリーズ。川田は時代医療ミステリというべき作品を多数書いているが、本作はその一つである。江戸北町奉行所の同心・北沢彦太郎が、当時の検屍の手引きというべき『無冤録述』を頼りに死体を丹念に調べ、やはり検屍を得意とする医師の古谷玄海、死体から生前の似顔を再現できる絵師のお月と共に、事件の真相を究明していくストーリーである。
高瀬理恵によって漫画化されている。

## 登場人物
北沢 彦太郎（きたざわ ひこたろう）
北町奉行所の定町廻り同心。34歳で、40歳過ぎの者ばかりの定町廻り同心の中で一番の若手。検屍に熱意を傾けており、その精密さでかなう者は南北両町奉行所の中には1人もいないと自他共に認めているが、手練れの同心ですらためらう現場でも顔色一つ変えないため、周囲からは「変人」「変わり者の北沢」と呼ばれている。検屍以外のことでは、妻子の他には関心を持たず、下戸のため酒も飲まない。
古谷 玄海（ふるや げんかい）
町医者。彦太郎の2歳年上の36歳。検屍の腕は随一で、彦太郎もその見識を信頼している。彦太郎が検屍の腕前は自分が一番と思っていてもそれに同意せず、すぐに競いたがる。また検屍が好きで、彦太郎が検屍のために呼べば、他の仕事を置いても検屍に赴く。
彦太郎とは対象的に多趣味で、阿蘭陀語の心得があり、草草紙が好きで、艶本に詳しく、富本節が得意で、漢詩も作る。中でも女遊びが特に好きで、外に妾を作っている他、江戸中の遊所に出入りし、多くの女と関係を持っているため、女房のおしのとは始終喧嘩しており頭があがらない。八丁堀にある町奉行所与力の屋敷地の一部を借りて住んでいる。
お月（おつき）
女絵師。18歳で、幼い顔立ちながらなかなかの美人。表向きは愁いのある美人画の画家として知られているが、裏では艶本や残酷絵の作者として名を売っている。表の絵師としては一遊斎孤月（いちゆうさい こづき）、枕絵師としては好色斎淫花（こうしょくさい いんか）の陰号で知られる。人相書きの修行をしたいという触れ込みで、玄海を通して彦太郎に頼み込む。腕が確かなので、彦太郎は犯人の似顔絵だけでなく、死者の生前の顔を描かせるようになる。住まいは神田松田町にある長屋で、長屋の自室を主な仕事場にしている。
磯吉（いそきち）
彦太郎が雇っている中間。
新次（しんじ）
彦太郎が雇っている小者。
お園（おその）
彦太郎の妻。大らかで明るく、夫の仕事にも理解がある、芯の強い女性。
お近（おちか）
彦太郎の娘。
おしの
玄海の女房。近所に住んでいるお園と仲が良い。女好きの玄海には手を焼いている。
おるい
玄海が外に囲っている妾。おるいのことは、おしのも承知している。　
玄朴（げんぼく）
玄海の弟子の医師見習い。玄海の家で住み込みで働いている。

### 北町奉行所
青木 久蔵（あおき きゅうぞう）
北町奉行所の臨時廻り同心。彦太郎より20歳年上の古参同心。
舘 仁建（たて じんけん）
北町奉行所の吟味方与力。鬼与力として恐れられている。
立花 伝兵衛（たちばな でんべえ）
北町奉行所の同心支配役与力。

## 用語
無冤録述
南宋時代に出版された法医学書『洗冤集録』を元にして書かれた江戸時代の医学書。元文元年（1736年）、河合甚兵衛尚久により訳出された。死体解剖が行えなかった当時の検屍において、死体の外表を観察することによってその死因を探るための手引書となり、検屍の教典として作中で何度も引用されている。

## 書誌情報
本作は連作シリーズながら、1冊ごとに出版社を変えて刊行されている。
- 江戸の検屍官 北町奉行所同心北沢彦太郎謎解き控
連作短編集。「嘲笑う女」「井戸の底」「紫色の顔」「口中の毒」「襲撃の刃」「雪の足跡」の6話を収録。
  - 祥伝社（四六判ハードカバー、1997年1月発売） ISBN 4-396-63110-3
  - 江戸の検屍官 北町奉行所同心謎解き控（改題） 祥伝社ノン・ブック（新書版、2000年11月発売） ISBN 4-396-20699-2
  - 江戸の検屍官 北町同心謎解き控（改題） 祥伝社文庫（2001年12月発売） ISBN 4-396-33012-X
- 銀簪の翳り
  - 読売新聞社（四六判ハードカバー、1997年10月発売） ISBN 4-643-97100-2
  - 中公文庫（2001年2月発売） ISBN 4-12-203779-4
- 江戸の検屍官 闇女
  - 講談社（四六判ハードカバー、2000年11月発売） ISBN 4-06-210366-4
  - 講談社文庫（2008年3月発売） ISBN 978-4-06-275992-2
- 江戸の検屍官 女地獄
  - ハルキ文庫（2001年11月発売） ISBN 4-89456-945-0
  - 祥伝社文庫（2012年6月発売） ISBN 978-4-396-33771-1

## 関連作品
川田は以下のような同趣向の作品も著している。
- 平安京の検屍官 検非違使・坂上元継の謎解き帖（祥伝社、1998年）
- 宋の検屍官 中国法医学事件簿（祥伝社、1999年）
- モダン東京の検屍官 銀座カフェ女給連続怪死事件（双葉社、2001年）

## 漫画
『江戸の検屍官』のタイトルで高瀬理恵によって漫画化され、『ビッグコミック』（小学館）に2010年5号から2018年9号まで断続的に短期連載された。細部で変更がなされている他、『宋の検屍官』も原作に用いられている。

### 単行本
- 高瀬理恵『江戸の検屍官』 小学館〈ビッグコミックススペシャル〉、全6巻
  1. 江戸の検屍官 壱（2010年12月25日発売） ISBN 978-4-09-183608-3
「水底の女」（全4話） - 原作：「井戸の底」、『ビッグコミック』2010年5号 - 8号掲載
「半身」（全5話） - 原作：「紫の顔」、2010年11号 - 15号掲載
  2. 江戸の検屍官 弐（2011年8月30日発売） ISBN 978-4-09-184087-5
「千両」（全4話） - 原作：「雪の足跡」、2010年22号 - 2011年1号掲載
「毒婦」（全5話） - 原作：「口中の毒」、2011年11号 - 15号掲載
  3. 江戸の検屍官 参（2012年8月30日発売） ISBN 978-4-09-184699-0
「女地獄」（全9話） - 原作：『江戸の検屍官 女地獄』、2012年7号 - 15号掲載
  4. 江戸の検屍官 四（2014年2月28日発売） ISBN 978-4-09-186140-5
「屍に戻れ」（全5話） - 原作：「襲撃の刃」、2013年2号 - 6号掲載
「救死方」（全5話） - 原作：『宋の検屍官』「覆験屍」、2013年23号 - 2014年3号掲載
  5. 江戸の検屍官 五（2017年1月30日発売） ISBN 978-4-09-189437-3
「天の網」（全5話） - 原作：『銀簪の翳り』、2016年2号 - 6号掲載
「祟りの家」（全5話） - 原作：『宋の検屍官』「懸垂婦」、2016年20号 - 24号掲載
  6. 江戸の検屍官 六（2018年5月30日発売） ISBN 978-4-09-860021-2
「闇女」（全9話） - 原作：『江戸の検屍官 闇女』、2018年1号 - 9号掲載
巻末に「特別付録」として高瀬理恵、川田弥一郎、山田順子（時代考証）による「完結記念」鼎談（初出：『ビッグコミック』2018年9号）を収録